# بوهومیل موژکوفسکی
بوهومیل موژکوفسکی (چکی: Bohumil Mořkovský؛ ۱۴ دسامبر ۱۸۹۹ – ۱۶ ژوئیهٔ ۱۹۲۸) ژیمناست هنری اهل چکسلواکی بود.
از افتخارات وی میتوان به کسب مدال برنز پرش از خرک در بازی‌های المپیک تابستانی ۱۹۲۴ اشاره کرد.